# Rivamonte Agordino
Rivamonte Agordino (ladinisch: Riva) ist eine norditalienische Gemeinde (comune) mit 601 Einwohnern (Stand 31. Dezember 2023) in der Provinz Belluno in Venetien. Die Gemeinde liegt etwa 19 Kilometer nordwestlich von Belluno am Nationalpark Belluneser Dolomiten.

## Verkehr
Durch die Gemeinde führt die frühere Strada Statale 203 Agordina (heute eine Regionalstraße) von Sedico nach Livinallongo del Col di Lana.